# 尤利乌斯·布林克
尤利乌斯·布林克（德語：Julius Brink，1982年7月6日—），德国男子沙滩排球运动员。他曾代表德国参加2008年和2012年夏季奥林匹克运动会沙滩排球比赛，其中2012年奥运会获得一枚金牌。